# 买家集镇
买家集镇，是中华人民共和国甘肃省临夏回族自治州和政县下辖的一个乡镇级行政单位。

## 行政区划
买家集镇下辖以下地区：
尕后庄村、古鲁山村、买家集村、寨子沟村、团结村、民主村、牙塘村、石咀村和两关集村。